# Нада Гешовска
Нада Гешовска (на македонска литературна норма: Нада Гешовска) е филмова и театрална актриса от Република Македония.

## Биография
Нада Гешовска е родена на 24 май 1930 година в Прилеп, тогава Югославия. В 1951 година започва актьорската си кариериа в Прилепския театър, изпълнявайки много успешни роли. Става част от трупата на Македонския народен театър в Скопие в 1958 година. В 1964 година Гешовска започва да работи в трупата на Скопския драматичен театър. Филмовата си кариера Гешовска започва с малки роли и става прототип на народната жена във филмите си, чийто образ обаче е облагородена с тъга и дискретно достойнство. Актьорската кариера на Гешовска има изключително богат репертоар на театрални и филмови роли. Носителка е на много театрални и филмови отличия и награди. Отличена е с наградата „13 ноември“. Умира на 6 януари 2003 година.

## Филмография
- 1964: „Под същото небе“, главна роля
- 1966: „До победата и след нея“, поддържаща роля
- 1967: „Мементо“, главна роля
- 1968: „Планината на гнева“, главна роля
- 1969: „Време без война“, поддържаща роля
- 1970: „Цената на града“, поддържаща роля
- 1971: „Македонският дял от пъкъла“, главна роля
- 1971: „Жед“, поддържаща роля
- 1975: „Яд“, главна роля
- 1980: „Оловна бригада“, поддържаща роля
- 1997: „Преко езерото“, поддържаща роля
- 1999: „Време, живот“, поддържаща роля